# 익산 심곡사 명부전 지장보살좌상 및 권속
익산 심곡사 명부전 지장보살좌상 및 권속(益山 深谷寺 冥府殿 地藏菩薩坐像 및 眷屬)은 대한민국 전북특별자치도 익산시 심곡사 명부전에 있는 불상이다. 2001년 9월 21일 전라북도의 유형문화재 제191호로 지정되었다.

## 참고 자료
- 심곡사명부전지장보살좌상및권속 - 국가유산청 국가유산포털